# Eunica tryphosa
Eunica tryphosa är en fjärilsart som beskrevs av Jacob Hübner 1837. Eunica tryphosa ingår i släktet Eunica och familjen praktfjärilar. Inga underarter finns listade i Catalogue of Life.